# Schierensee
Schierensee ist eine Gemeinde im Kreis Rendsburg-Eckernförde in Schleswig-Holstein. Sie ist vor allem durch das Gut gleichen Namens bekannt.

## Geografie

### Geografische Lage
Das Gemeindegebiet von Schierensee erstreckt sich südlich vom Westensee südwestlich von Kiel im nordwestlichen Teilbereich der naturräumlichen Haupteinheit Ostholsteinisches Hügel- und Seenland (Nr. 702). Die Gemeinde liegt im geschützten Landschaftsbereich des Naturparks Westensee. Im nördlichen Gemeindegebiet liegen der Große- und der Kleine Schierensee.

### Gemeindegliederung
Die Gemeinde gliedert sich siedlungsgeografisch in verschiedene sogenannte Wohnplätze. Neben dem gleichnamigen Dorf und ebensolches Gut liegen auch als weitere Wohnplätze die Häusergruppen Am Heidberg und Kaffekate, die Haussiedlungen Grubenbek, Lustiger Bruder und (teilweise) Osselberg, die Hofsiedlungen Heidberg, Gestüt, Marienberg und Sophienlust, wie auch das Forsthaus Heidberg, Forsthaus im Gemeindegebiet.

### Nachbargemeinden
Direkt angrenzende Gemeindegebiete von Schierensee sind:
|           |                                             | Rodenbek |
| Westensee | Kompassrose, die auf Nachbargemeinden zeigt | Rumohr   |
|           | Langwedel, Blumenthal                       |          |

## Geschichte
Im Gebiet der heutigen Gemeinde Schierensee lassen sich Siedlungsspuren von der Steinzeit bis ins Mittelalter nachweisen. Schriftlich erwähnt wurde Schierensee erstmals 1470, als der auf Gut Bossee ansässige Gosche von Ahlefeld (1400–1475), dem das Land rund um den Westensee gehörte, das Dorf Groß-Schierensee und die Rottenburg an das Kloster Bordesholm verkaufte. Reste der in der Urkunde erwähnte Rottenburg wurden 1834 am Ufer der Großen Schierensees gefunden. Sie werden auf etwa 1300 datiert.
Auf der Rantzau-Tafel ist der Zustand des Herrenhauses, vermutlich eine kleine Wasserburg, um 1580 abgebildet. Damals gehörte das adlige Gut Peter Rantzau, dem Bruder von Daniel Rantzau, dem Herrn von Deutsch-Nienhof, nach dessen Tod es häufig den Besitzer wechselte. Von 1704 bis 1729 gehörte das Gut Peter Marquard von Gude, der die Bibliothek seines Vaters Marquard Gude mitbrachte, die 1710 dank Leibniz’ Vermittlung nach Wolfenbüttel gelangte.
1752 kaufte Caspar von Saldern das Gut. 1776 begann er mit dem Neubau des Gutshauses und der Anlage eines Landschaftsgartens auf dem Heeschenberg. Nach seinem Tod blieb das Gut in den Händen der Nachkommen.
In der zweiten Hälfte des 20. Jahrhunderts hat sich Schierensee von einer rein landwirtschaftlich orientierten Gemeinde zu einer Wohngemeinde entwickelt.

## Politik

### Gemeindevertretung
Bei der Kommunalwahl am 14. Mai 2023 wurden insgesamt neun Sitze vergeben. Diese fielen erneut alle an die Kommunale Wählergemeinschaft Schierensee. Die Wahlbeteiligung betrug 57,3 %.

### Wappen
Blasonierung: „Durch einen silbernen Schrägwellenbalken von Grün und Blau geteilt. Oben drei goldene Ähren schrägbalkenweise, unten ein nach links schwimmender silberner Hecht.“

## Sehenswürdigkeiten

### Kulturdenkmale
In der Liste der Kulturdenkmale in Schierensee stehen die in der Denkmalliste des Landes Schleswig-Holstein eingetragenen Kulturdenkmale.

### Gut Schierensee

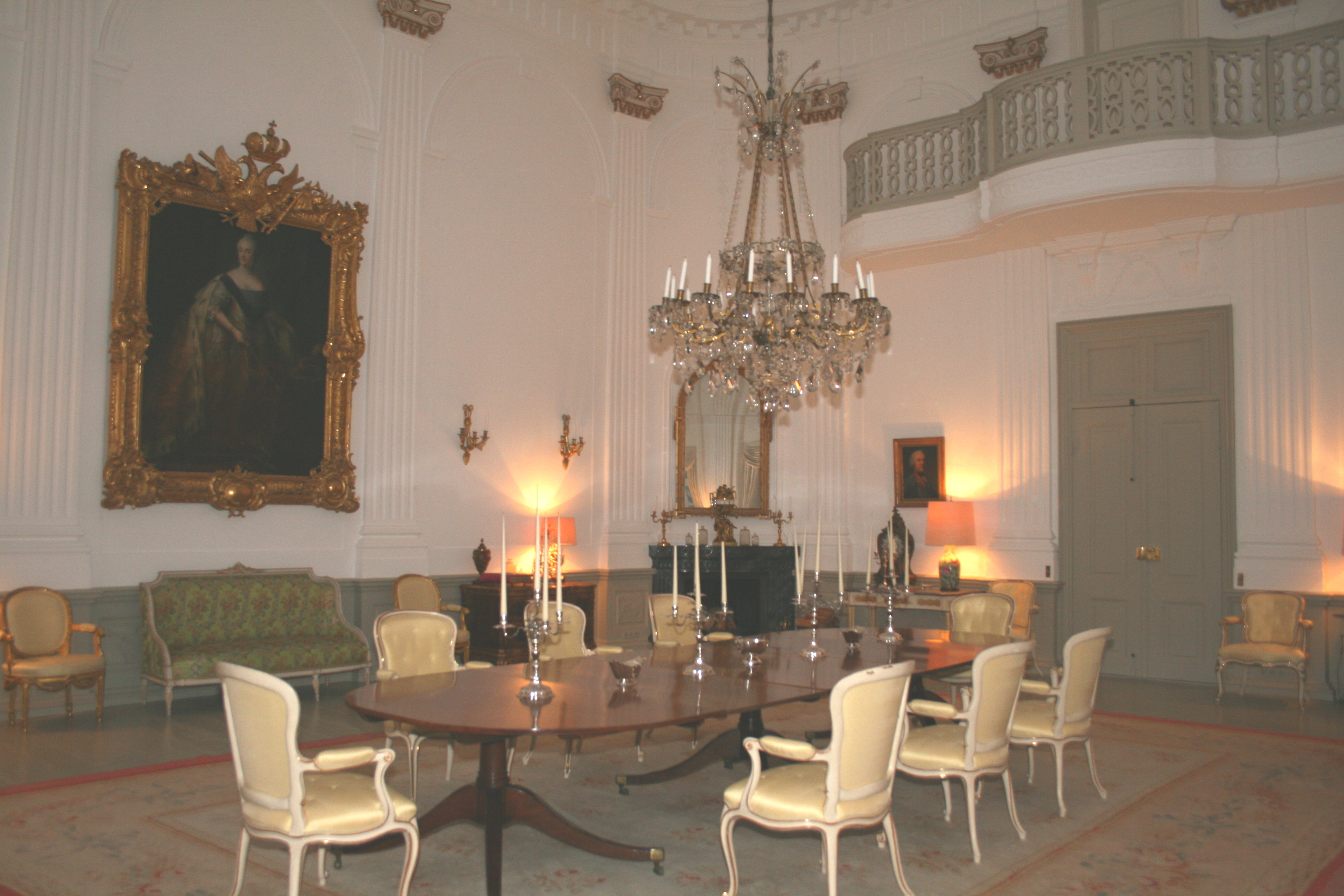
Gartensaal mit Porträt der Zarin Katharina

Caspar von Saldern, kaiserlich-russischer Staatsminister und geheimer Rat, war seit 1752 Eigentümer des Guts und legte den Grundstock zu der umfangreichen Bildersammlung. Das Herrenhaus wurde zwischen 1776 und 1782 mit barocken und klassizistischen Zierelementen erbaut und mit einem sehr fortschrittlich gestalteten Landschaftsgarten versehen.
Ein großer Teil der Inneneinrichtung und der Kulturschätze des Guts stammen original aus dem 18. Jahrhundert. Sie stehen, wie das Gebäude und der umliegende Park selbst, unter Denkmalschutz. Der Landschaftsgarten wird zurzeit restauriert. Die im Gutshaus gesammelten Kulturgüter werden laufend ergänzt.
Aimé von Mesmer-Saldern vererbte das Gut 1889 seinem Neffen Graf Baudissin. 1969 verkauften es die Baudissin an den Hamburger Verleger Axel Springer, der das Herrenhaus von 1969 bis 1971 renovieren ließ. Heute gehört das Gut der Günther-Fielmann-Stiftung Schierensee und wird landwirtschaftlich genutzt.

## Verkehr
Im Motorisierten Individualverkehr, im öffentlichen Personennahverkehr, im Straßengüterverkehr sowie im Radverkehr führt die schleswig-holsteinische Landesstraße 255 durch das Gemeindegebiet am südlichen Rand der Dorflage vorbei. Sie bindet in östlicher Richtung an die Landesstraße 318 in Flintbek (ehemals Bundesstraße 4) an; in westlicher Richtung führt sie bis nach Rendsburg, wo sie von der Bundesstraße 202 südlich des Kanallaufs abzweigt.

## Persönlichkeiten
- Caspar von Saldern (1711–1786), Politiker
- Matthias Johann von Behr (1685–1729), mecklenburgischer Diplomat und Historiker
- Aimé von Mesmer-Saldern (1815–1889), Gutsbesitzer, dänischer Hofbeamter und Deputierter der Holsteinischen Ständeversammlung
- Friedrich Graf von Baudissin (1852–1921), Admiral der Kaiserlichen Marine wurde auf Gut Schierensee geboren

## Literatur

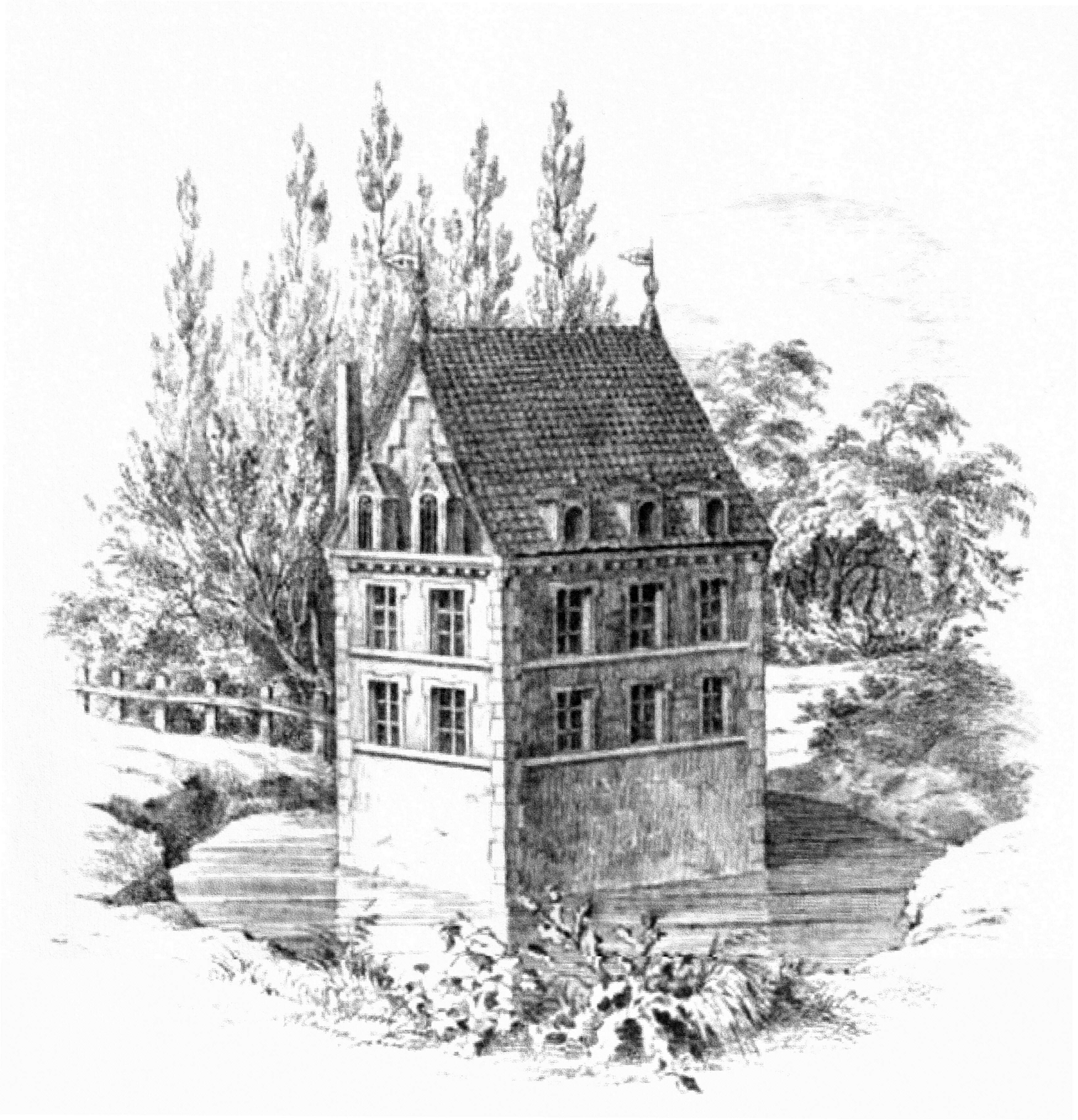
Das ehemalige (erste) Gutshaus Schierensee